# Роман Томанек
Роман Томанек (словац. Roman Tománek; 28 січня 1986, м. Поважська Бистриця, ЧССР) — словацький хокеїст, правий нападник. Виступає за ХК «Нітра» у Словацькій Екстралізі.
Вихованець хокейної школи ХК «95 Поважська Бистриця». Виступав за ХК «95 Поважська Бистриця», «Калгарі Гітмен» (ЗХЛ), «Сієтл Тандербердс» (ЗХЛ), МсХК «Жиліна», ХК «05 Банська Бистриця», БК «Млада Болеслав».
У чемпіонатах Словаччини — 216 матчів (87+67), у плей-оф — 25 матчів (6+4). В чемпіонатах Чехії — 7 матчів (0+0).
У складі національної збірної Словаччини провів 6 матчів (3 голи). У складі юніорської збірної Словаччини учасник чемпіонату світу 2004.
Досягнення
- Бронзовий призер чемпіонату Словаччини (2011).